# August Sachtler
August Sachtler (ca. 1839 – April 1873) war ein deutscher Fotograf mit Sitz in Singapur, der vor allem durch seine Aufnahmen aus „Hinterindien“ und Ostasien bekanntgeworden ist.

## Lebensweg
Über den Geburtsort, das Elternhaus, die Kindheit, Jugend und Ausbildung von August Sachtler ist nichts bekannt. Der ebenfalls in Singapur tätige Fotograf E. Hermann Sachtler war möglicherweise sein Bruder.
August Sachtler arbeitete zunächst als Techniker bei der Telegraphen Bau-Anstalt von Siemens & Halske, Berlin. Er nahm als Marinesoldat („Handwerker IV. Klasse“) an der preußischen Ostasien-Expedition unter Leitung von Friedrich Albrecht Graf zu Eulenburg teil, die von der Preußischen Marine von 1859 bis 1862 durchgeführt wurde und unter anderem dem Abschluss von Freundschafts-, Handels- und Schiffahrtsverträgen mit Japan (am 24. Januar 1861), mit China (am 2. September 1861) und mit Siam (am 7. Februar 1862) dienten. Sachtler sollte in den Zielländern der preußischen Expedition ein Gastgeschenk vorführen, den Telegrafen der Firma Siemens & Halske.
An der Eulenburg-Expedition nahm auch ein Fotograf teil: Carl Heinrich Bismarck, ein unehelicher Sohn Eulenburgs. Carl Heinrich Bismarck hatte keinerlei Ausbildung in Fotografie und erlernte dieses Handwerk erst unterwegs; der technisch versiertere und wohl auch visuell begabtere Sachtler wurde beauftragt, Bismarck zu unterstützen und zu betreuen. Die Fotografen führten drei Kameras, darunter einen stereoskopische, mehrere Bildprojektionsgeräte, umfangreiche Fotochemie und 2500 Fotoplatten mit sich, außerdem die erforderliche Dunkelkammerausrüstung. Die künstlerische Leitung hatte der Maler Wilhelm Heine (1827–1885), der aber selbst über wenige fotografische Kenntnisse und Fertigkeiten verfügte.
Zudem beauftragte die preußische Expedition in Japan den dort ansässigen US-amerikanischen Fotografen John Wilson (1816–1868) für knapp drei Monate mit Fotoarbeiten.
Vor der Verbreitung der Fotografie wurden im Auslandsdienst der Marine Zeichner eingesetzt, um z. B. fremde Hafeneinfahrten und Befestigungsanlagen zu skizzieren und um die Bauart und Bewaffnung ausländischer Kriegsschiffe zu dokumentieren. Erst ab den 1870er Jahren wurden die Marine-Zeichner nach und nach durch Marine-Fotografen ersetzt. Bei der preußischen Ostasien-Expedition von 1859 bis 1862 dürfte es sich um die erste deutsche Marine-Mission gehandelt haben, zu der ein offizieller Fotograf gehörte. In den 1860er Jahren war die Fotografie noch eine relativ neue Technik. Anfangs waren die Fotoausrüstungen noch so sperrig, die Erstellung von belichtbarem Fotomaterial, das Entwickeln und Abziehen der Bilder noch so aufwändig und fehlerträchtig und die fachgerechte Nutzung der sperrigen Fotogeräte unter den beengten Verhältnissen auf einem Schiff noch so umständlich, dass Fotografien von Marine-Fahrten bis in die 1880er Jahre hinein hohen Seltenheitswert hatten.
Offenbar hat August Sachtler – teils im praktischen Selbstunterricht und teils sicher auch von dem Berufsfotografen John Wilson – das Fotografenhandwerk so gut erlernt, dass er sich zutraute, es zu seiner Erwerbstätigkeit zu machen. Im Jahr 1864, etwa zwei Jahre nach dem Ende der preußischen Ostasien-Expedition, gründete er in Singapur gemeinsam mit dem dänischen Fotografen Kristen Feilberg (1839–1919) das Photostudio Sachtler & Co, in der High Street nahe dem Gerichtsgebäude.
1864 unternahm mindestens ein Angehöriger des Ateliers Sachtler, vermutlich Kristen Feilberg, eine Fotoexpedition in das Königreich Sarawak.
Im Jahr 1865 hat das Atelier Sachtler & Co. auch in thailändischen Zeitungen inseriert.
Es gibt Hinweise darauf, dass das Atelier Sachtler mit dem britischen, auf Java lebenden Fotografen Walter Bentley Woodbury (1834–1885) zusammenarbeitete, der hauptsächlich in Australien, auf Java, Sumatra und Borneo sowie später in London fotografisch tätig war.
In der zweiten Hälfte der 1860er Jahre eröffnete Feilberg mit einem gewissen E. Hermann Sachtler – vermutlich einem Bruder August Sachtlers – eine Zweigniederlassung im malayischen Penang. Im Jahr 1867 präsentierte Feilberg 15 fotografische Ansichten von Pennang und Ceylon (Sri Lanka) auf der Weltausstellung in Paris. Im Jahr 1869 kehrte Hermann Sachtler von Penang nach Singapur zurück, offenbar, nachdem er einen lebensgefährlichen Sturz überlebt hatte: Er fiel aus 20 bis 25 Metern Höhe vom Dach der katholischen Kathedrale, auf der er seine Kamera aufgebaut hatte, um Aufnahmen zu machen, und brach sich den Schädel und einen Arm, überlebte diesen Sturz aber erstaunlicherweise.
Im Jahr 1871 zog das Studio Sachtler & Co. innerhalb Singapurs von der High Street in die Battery Road um.
Im April 1873 starb August Sachtler.
Im Jahr 1874 eröffnete ein Fotostudio unter dem neuen Namen „Sachtler’s Photographic Rooms“ wiederum in der High Street 88, gegenüber dem Hôtel d’Europe. Zu diesem Zeitpunkt bot die Firma Sachtler eine große Auswahl von Fotografien an: aus Borneo, Java, Sumatra, Saigon in Vietnam, Siam (Thailand), Burma (Myanmar) und den Straits Settlements, also den britischen Kronkolonien an der Straße von Malakka, insbesondere Penang, Dinding, Malakka und Singapur.
Schon bald darauf, im Juni 1874, stellten „Sachtler’s Photographic Rooms“ ihren Geschäftsbetrieb wieder ein. Die Ausstattung dieser Firma und ihren Bestand an Fotonegativen übernahm das Fotoatelier Carter & Co.
Die Geschäftsaufgabe des Ateliers Sachtler hinterließ eine Lücke, die bald das Fotostudie G.R. Lambert & Co. füllte, das Gustav Richard Lambert aus Dresden am 10. April 1867 in der High Street 1 eröffnete.

## Zur Bedeutung Sachtlers
August Sachtler hat wesentlich zu den etwa 1400 Fotografien, darunter etlichen Stereoskopien, von der preußischen Ostasien-Expedition beigetragen, auch wenn viele davon nicht unter seinem Namen, sondern dem Carl Heinrich Bismarcks veröffentlicht wurden.
Das Sortiment der Firma Sachtler umfasste eine große Auswahl von Fotografien aus Borneo, Java, Sumatra, Saigon, Siam (Thailand), Burma (Myanmar) und den Straits Settlements, also den britischen Kronkolonien an der Straße von Malakka. Ein großer Teil dieser Aufnahmen dürfte von August Sachtler selbst angefertigt worden sein.
Schon unter seinen Zeitgenossen fanden Sachtlers Fotos Anerkennung. Sein bei der Pariser Weltausstellung von 1867 vorgestelltes Fotoalbum wurde in Deutschland wegen des „Totaleindrucks“ gelobt, den die Aufnahmen des Ateliers Sachtler aus „Hinterindien“ vermitteln. Etliche seiner Fotos sind in der illustrierten Presse Großbritanniens abgedruckt worden.
August Sachtler war unter den ersten europäischen Fotografen und damit unter den ersten Fotografen überhaupt, die Aufnahmen in Vietnam machten.
Da er zu den Pionieren der Fotografie in Asien zählt, haben seine Aufnahmen ethnografische und historische Bedeutung erlangt.

## Sammlungen von Fotos von August Sachtler
- Nederlands Fotomuseum, https://collectie.nederlandsfotomuseum.nl/collectie/?mode=gallery&view=horizontal&sort=order_i_relevantie%20asc&fq%5B%5D=search_s_fotograaf:%22Sachtler,%20August%22&filterAction
- Roots. A Singapore Government Agency Website, „August Sachtler“ https://www.roots.gov.sg/filter/collectionresearch?person=August%20Sachtler

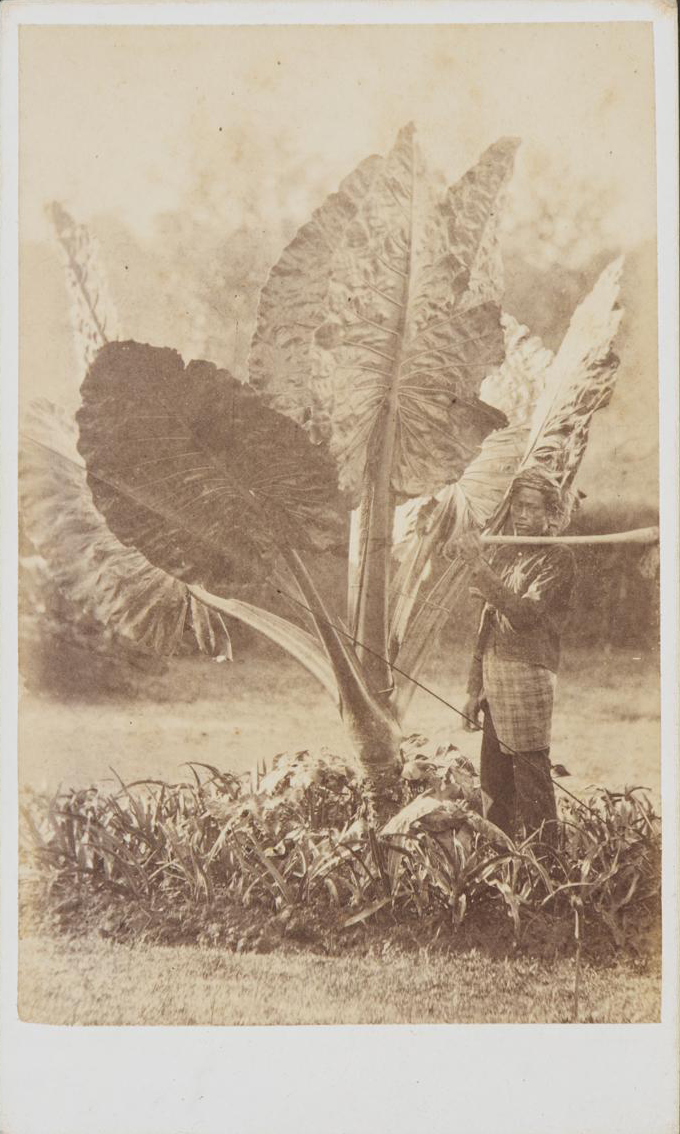
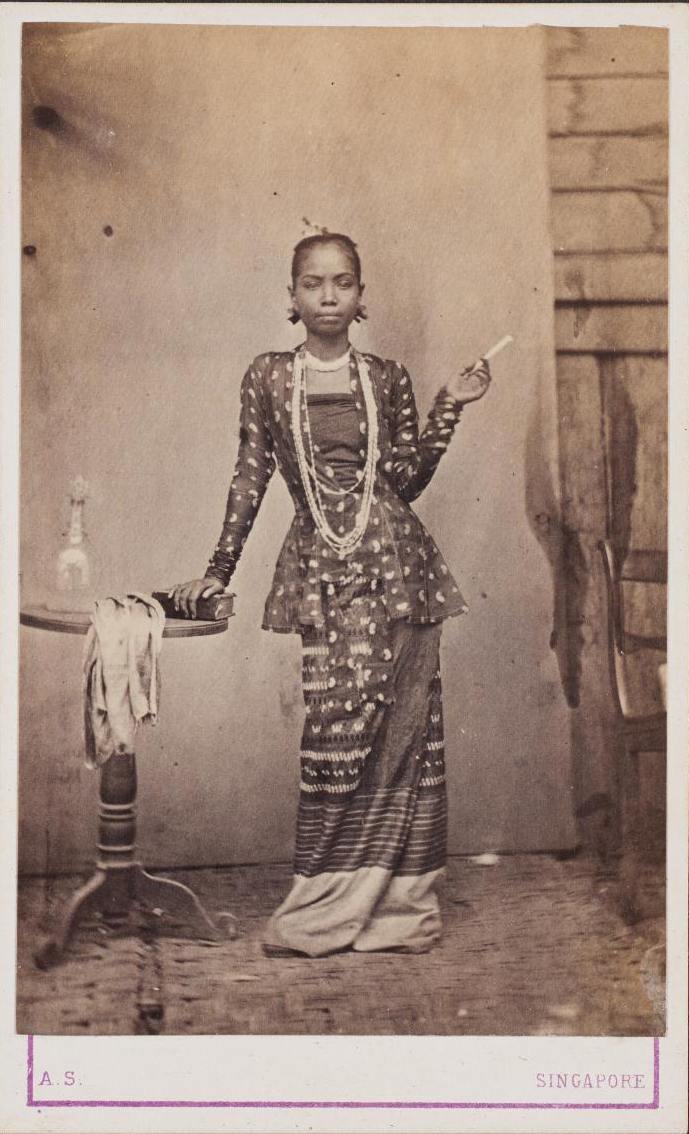
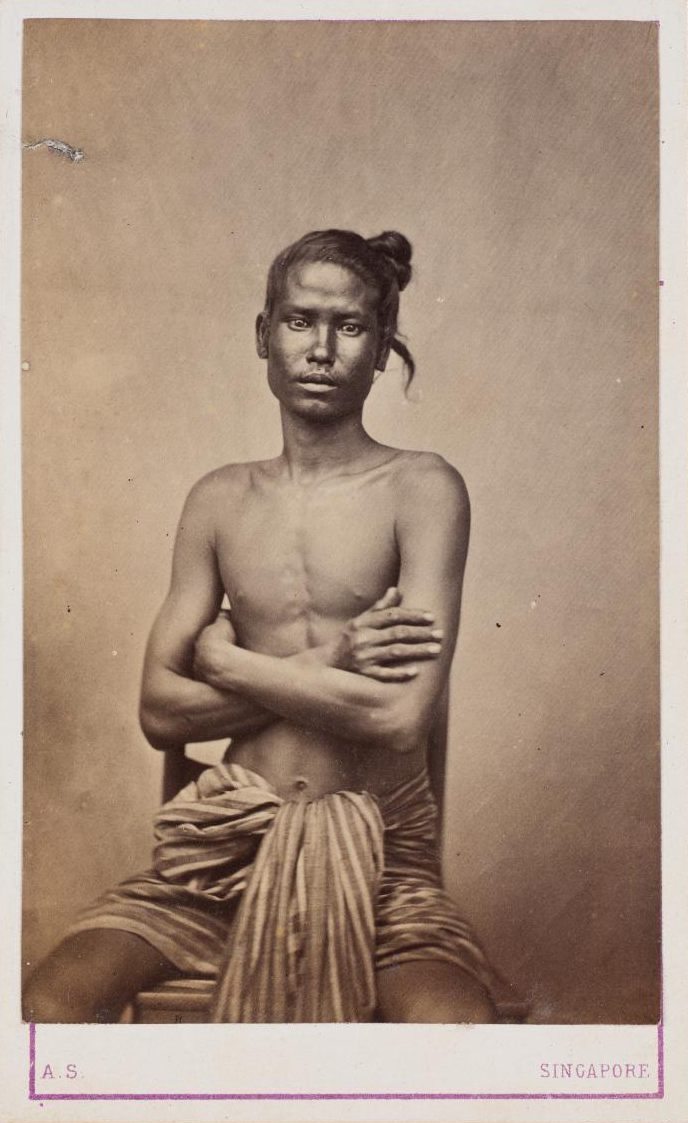